# Ga Kiều Đầu
Ga Kiều Đầu (tiếng Trung: 橋頭車站; bính âm: Qiáotóu chēzhàn) là ga đường sắt và tàu điện ngầm ở Cao Hùng, Đài Loan. Nó được phục vụ bởi Cục Đường sắt Đài Loan và Tàu điện ngầm Cao Hùng.